# Čahármahál a Bachtijárí
Provincie Čahármahál a Bachtijárí je íránská provincie na jihozápadě země. Hlavním městem je Šahr-e Kord. Provincie se dělí na 7 krajů. Jsou to Ardal, Borúdžín, Šahr-e Kord, Fársán, Kúhrang, Kijár a Lordegán. K roku 2016 v provincii žilo 947 763 obyvatel.